# 劉澤 (燕王)
| 姓名   | 劉澤                                                       |
| 時代   | 西汉                                                       |
| 生卒年 | ？ - 前178年（孝文前元二年癸亥）                           |
| 字号   | ？                                                         |
| 籍贯   | 沛縣豐邑中陽里                                             |
| 官職   | 郎中（西汉）→将軍（西汉）                                  |
| 稱號   | 營陵侯（西汉）→琅邪王（西汉） →燕王（西汉）→燕敬王（卒後） |
| 陣營   | 劉邦→漢惠帝→西汉前少帝→刘弘 →呂后→汉文帝                   |
| 家族   | 妻：樊氏 子：劉嘉                                          |

刘泽（？—前178年），汉高祖刘邦的遠房堂弟，曾為琅琊王、燕王。呂雉外甥女婿。

## 生平

### 早期仕途
漢高帝三年（公元前204年），刘泽为郎中。
十一年（公元前196年），劉澤作为将军攻打陳豨有軍功，俘获陈豨部将王黄，得封營陵侯。

### 封王琅邪
吕太后当政期间，齐人田子春旅游缺钱，于是投靠刘泽为他出谋划策。刘泽对他很满意，给他二百斤金。田子春拿到了钱就回到齐国。二年（公元前186年），刘泽派人请田子春出山：“你不再做我的党羽了吗？”田子春于是前往长安，不见刘泽，却借了大宅，令其子去效力呂后所宠幸的大谒者张泽。数月后，田子春之子亲自置办餐具，请张泽来家，盛张帷帐，如同接见列侯待遇，张泽惊了。酒酣，田子春之子屏退旁人，对张泽说太后想封侄子吕产为王，担心大臣不肯，劝说张泽凭借自己受宠，说服大臣请封吕产为王。大臣果然请求立吕产为吕王。太后赐张泽千斤金，张泽给田子春一半。田子春不肯接受，趁机又对张泽说：「呂產封王，大臣們並不真正心服。尤其是劉澤，是劉氏宗族的年长者、大將軍，現在還很不滿，只要以十余县封劉澤為王，他得以封王，高兴地离开，诸吕地位就越发稳固了。」加上劉澤已娶呂嬃之女為妻，吕后也担心自己死后刘泽危害吕氏，在张泽进言下，呂后果然从齐国分割出琅邪郡，封刘泽為琅邪王以为抚慰。刘泽带着田子春赴封国。田子春知道呂后一定會後悔，要追回印璽，所以叫劉澤趕路。太后果然派使者追赶阻止他，因他已出关，没能追上，于是七年（公元前181年）二月，他得到王位。

### 定策立君
前180年吕后去世，大臣們誅滅諸呂，刘泽说：“皇帝年少，诸吕用事，刘氏孤弱。”汉高祖的长孙齐王刘襄起兵，意图在荡平诸吕后自己称帝，在起事时派郎中令祝午东行欺骗刘泽：“吕氏作乱，齐王发兵欲西诛之。齐王自认为年少不习兵革之事，愿意举国委大王。大王是高帝之将，习战事。齐王不敢离开军队，使臣请大王幸临淄见齐王计事，同率齐兵向西平关中之乱。”刘泽信以为真，骑马去见刘襄，被刘襄与中尉魏勃等趁机扣留，而派祝午尽发琅邪国军队，并统领之。
刘泽随齐军回师，受骗不得回国，怀恨，就对刘襄说：“齐悼惠王是高皇帝长子，推本言之，大王是高皇帝嫡长孙，当立。今诸大臣狐疑未有所定，而泽在刘氏中最年长，大臣都等待泽决计。今大王留臣无益，不如使我入关计事。”于是刘襄准备了车送刘泽入京。吕氏派大将军灌婴抵御刘襄，灌婴驻军荥阳后派使者对刘襄及诸侯说自己也要诛杀吕氏，与诸侯联合，齐军因此停止不前，攻取济南郡后回师齐国西界以待约定，因而未能按原计划入京（一作刘泽回军齐国西界，疑误，因刘泽应已离开）。
但刘泽到了长安后，却和众臣指出：刘襄的舅舅驷钧不是善类，如果立了刘襄，吕氏当国的事情又要重演。所以大臣們討論之後，决定迎立汉高祖第四子代王刘恒為帝。闰九月刘恒入京后，丞相陈平、太尉周勃、大将军陈武、御史大夫张苍、宗正刘郢、刘襄两个弟弟朱虚侯刘章、东牟侯刘兴居、典客刘揭对刘恒再拜，称后少帝刘弘及其兄弟非汉惠帝子，不可以为帝，他们已和汉高祖的两位嫂嫂阴安侯、代顷王后及琅邪王刘泽、宗室、大臣、列侯、二千石官吏商议由刘恒继位。刘恒辞让后接受，是为汉文帝。

### 改封燕王
刘泽本人也因为平乱有功，于文帝元年（前179年）十月被文帝改封燕王，而琅琊郡还给齐国。第二年九月逝世，谥号“敬”。子刘嘉嗣。
后来刘泽孙刘定国获罪被赐死，燕国除。汉哀帝年间，封刘泽六世孙刘归生为营陵侯，當時刘归生居住於無終縣，爵位僅為公士。更始帝年间，刘归生死于兵乱。

## 影响
南朝陈年间，割据闽中的陈宝应被列入宗室，但不肯归顺朝廷。被陈宝应扣留的和戎将军、中书侍郎虞寄作《谏陈宝应书》，劝陈宝应归顺朝廷，可与刘泽相提并论。但陈宝应最终没有归顺朝廷，被消灭。
杨炯《唐同州长史宇文公神道碑》称碑主宇文珽是北周宗室，“方乎刘泽，乃天汉之懿亲”。